# Стареене
Стареенето е биологичният процес (естествен или преждевременен) на остаряване на организма, който има отражение върху здравето на организма, свързано с промени на физиологично и дори клетъчно ниво.
Живите организми са създадени от химични съединения и при усвояването на вещества в клетката се отделят свободни радикали, които преминават през организма и при сблъсък с нервна тъкан я отслабват или увреждат. Решението е свободните радикали да бъдат погълнати от антиоксиданти, които се срещат много малко в човешкия организъм. Освен това продължителността на живота се влияе и от здравословното хранене.